# Mahjong Titans
Mahjong Titans是一個Windows Vista中附屬的小遊戲，以中國的麻將（即是「麻將」的英文譯音）為主題，玩法則類似上海接龍，必須以對對碰來消去所有的麻將牌。这个游戏在Windows 8中被删除，改名Microsoft Mahjong登陸Windows Store。

## 規則
- 牌子上面有牌子的話，則這個牌子不能動。
- 牌子的「左右」有任何一張牌子的話，這個牌子也不能動。
- 春、夏、秋、冬四張牌子可以任意配對消去；相同的，梅、蘭、竹、菊四張牌子也能任意配對消去。
- 增加「龍」圖案牌子（有紅龍、黑龍、藍龍、綠龍四種牌），必須是同顏色的牌才能消去。

另外，本遊戲中有六種牌子堆疊法，也有累積勝負的設定（但六種牌子堆疊法是各自分開計算）。